# راسوخزندگان

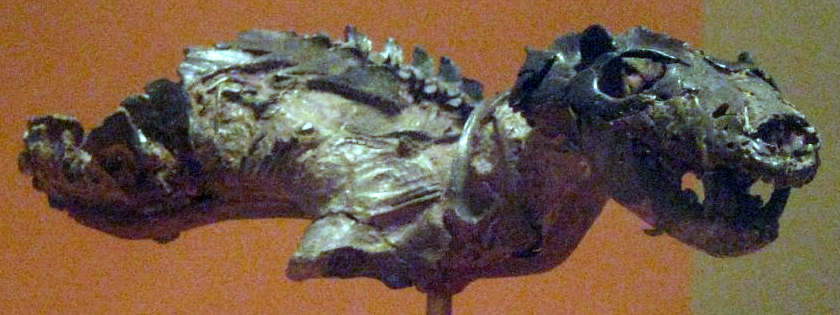
راسوخزندگان

راسوخزندگان (نام علمی: Galesauridae) نام یک تیره از راسته ددکمانان است.